# Befäl med officers tjänsteställning
Befäl med officers tjänsteställning var före 2009 års tjänsteställningsreform i Sverige totalförsvarspliktig och tjänstepliktig personal samt krigsplacerad civilanställd personal med tjänsteställning som fänrik eller högre. De utmärktes på uniformen av yrkestecken och yrkesband och bar tjänsteställningstecken i vitt istället för gradbeteckning.